# Пиппен, Скотти
Ско́тти Мо́рис Пи́ппен (англ. Scottie Maurice Pippen; род. 25 сентября 1965 года, Хамберг, штат Арканзас, США) — американский профессиональный баскетболист, лёгкий форвард, шестикратный чемпион НБА (1991—1993, 1996—1998) в составе «Чикаго Буллз», двукратный олимпийский чемпион в составе национальной сборной США (1992 и 1996). Член Зала славы баскетбола. Он сыграл 17 сезонов в Национальной баскетбольной ассоциации (NBA). Пиппен, наряду с Майклом Джорданом, сыграл важную роль в преобразовании «Буллз» в чемпионскую команду и в популяризации НБА во всем мире в 1990-е годы.
Считается одним из величайших лёгких форвардов всех времён. Пиппен был отобран в Сборную всех звёзд защиты НБА восемь раз подряд и в первую сборную всех звёзд три раза. Он был семикратным участником Матча всех Звёзд и был признан Самым ценным игроком Матча всех звёзд НБА в 1994 году. Он был назван одним из 50 величайших игроков в истории НБА в сезоне 1996/1997, и является одним из четырёх игроков, чей номер выведен «Чикаго Буллз» из обращения (другими были Джерри Слоун, Боб Лав и Майкл Джордан). Он играл главную роль как в команде «Чикаго Буллз» в сезоне 1991/1992, так и в команде «Чикаго Буллз» в сезоне 1995/1996, которые были выбраны в качестве двух из 10 лучших команд в истории НБА. Его биография на сайте Зала славы баскетбола имени Нейсмита гласит: "Универсальный Пиппен вёл игру, как разыгрывающий, выигрывал на щитах, как тяжёлый форвард, и попадал в кольцо, как снайпер. За свою 17-летнюю карьеру он сыграл 12 сезонов с «Буллз», один с «Хьюстон Рокетс» и четыре с «Портленд Трэйл Блэйзерс», 16 раз подряд выходя в плей-офф.
Пиппен — единственный игрок НБА, дважды выигравший титул НБА и золотую олимпийскую медаль за один и тот же год (1992, 1996). Он был частью олимпийской команды Dream Team 1992 года, которая обыграла своих противников в среднем на 44 очка. Пиппен был также ключевой фигурой в команде по Баскетболу на летних Олимпийских играх 1996, наряду с бывшими членами Dream Team, Карлом Мэлоуном, Джоном Стоктоном и Чарльзом Баркли, а также новыми лицами, такими как Анферни Хардуэй и Грант Хилл. Он носил номер 8 в течение двух лет.
Пиппен был введён в Зал славы баскетбола имени Нейсмита индивидуально и в составе введенной туда на той же церемонии Dream Team 13 августа 2010 года. 8 декабря 2005 года «Чикаго Буллз» вывели из обращения номер 33, а 21 января 2010 года его колледж, Университет Центрального Арканзаса, вывел из обращения номер 33.

## Детство и начало карьеры
Скотти Пиппен родился 25 сентября 1965 года в городе Гамбург, штат Арканзас. Он был младшим — двенадцатым — ребёнком в семье Престона и Этель Пиппен. Мать Пиппена была 6 футов ростом, а его отец-6 футов 1 дюйм; все их дети были высокими, причем Скотти был самым высоким. Его родители не могли позволить себе отдать своих детей в колледж. Его отец работал на бумажной фабрике до тех пор, пока инсульт не парализовал его правую сторону, что мешало ему передвигаться и влияло на его речь.
Пиппен учился в средней школе Гамбурга. Играя разыгрывающим, он привел свою команду к плей-офф штата и заработал все награды конференции будучи старшекурсником.
В Университете Центрального Арканзаса, куда Пиппен поступил благодаря гранту «Возможность базового образования», он изучал промышленное производство и играл в баскетбол. Там его и заметил директор по подбору новичков НБА Марти Блейк.

## Карьера в НБА

### Ранние годы (1987—1990)
21-летний Пиппен был выбран под общим пятым номером драфта 1987 года клубом «Сиэтл Суперсоникс» и немедленно обменян в «Буллз» на восьмой номер драфта гаитянского центрового Олдена Полинайса. Первый контракт Пиппена с «Буллз» составил 5 млн долларов — зарплата и бонусы за 6 лет. Пиппен стал частью молодого передового тандема «Чикаго» с 6’10-дюймовым форвардом, Хорасом Грантом, хотя оба вышли со скамейки запасных, чтобы заменить Бреда Селерса и Чарльза Оукли. Скотти дебютировал в НБА 7 ноября 1987 года, когда «Чикаго Буллз» встретились с «Филадельфией Севенти Сиксерс» в своей первой игре сезона. Он набрал 10 очков, сделал 2 перехвата, 4 передачи и 1 подбор за 23 минуты игрового времени. «Буллз» выиграли игру, открыв сезон со счётом 104-94. С коллегой, Майклом Джорданом, в качестве мотивационного и учебного наставника, Пиппен совершенствовал свои навыки и постепенно развивал много новых за свою карьеру. Джордан и Пиппен часто играли один на один вне командных практик, просто чтобы отточить навыки друг друга в нападении и защите. Пиппен стал одним из главных молодых нападающих лиги на рубеже десятилетий, набирая максимумы своей карьеры в очках (16,5 очков за игру), подборах (6,7 подборов за игру) и в процентном попадании (48,9 %). Также он был лидером номер три в НБА по перехватам (211). Благодаря этим заслугам Пиппен дебютировал в Матче всех Звёзд НБА в 1990 году. Пиппен продолжал улучшать свои навыки, когда «Буллз» вышли в финал Восточной конференции в 1989 и 1990 годах, но оба раза проиграли «Детройт Пистонс». В финале 1990 года Пиппен страдал от сильной мигрени в начале седьмой игры, которая повлияла на его игровой процесс, и он смог реализовать лишь одну из своих десяти попыток забить мяч. «Буллз» проиграли со счётом 93-74.

### Первый трипит (1991—1993)
При поддержке Майкла Джордана, Скотти продолжал улучшать свою игру. Он заполучил свой первый трипл-дабл 23 ноября, когда «Буллз» встретились с «Лос-Анджелес Клипперс». Он набрал 13 очков, 12 передач и 13 подборов за 30 минут игрового времени в победной игре (105-97). У него был второй трипл-дабл во время игры против «Индианы Пэйсерс» 22 декабря, когда «Буллз» обыграли «Пэйсерс» со счётом 128—118. Пиппен закончил игру, забив 18 очков, сделав 11 передач и 10 подборов за 41 минуту игрового времени, в дополнение к 1 перехвату и 1 блок-шоту при попадания с игры 54,5 %. 23 февраля «Буллз» обыграли «Шарлотт Хорнетс» со счётом 129—108, а Пиппен набрал максимальные 43 очка за игру в сезоне. Кроме того, он также получил 4 подбора, выполнил 6 передач и получил 6 перехвата за 31 минуту игры. В этой игре у него было самое высокое процентное соотношение между результативными бросками и общим количеством выполненных бросков за всю его карьеру — 94,1 %, он забил 16 из 17 очков с игры. 4 апреля Пиппен совершил свой третий и последний трипл-дабл в сезоне в победной игре против «Нью-Йорк Никс». «Буллз» выиграли со счётом 101-91. Он окончил игру, набрав 20 очков, сделав 12 передач и 10 подборов в дополнение к 4 перехватам, при 50 % реализации бросков за 42 минуты игрового времени. Быки окончили сезон с результатом 61-21. Сначала они были первыми в Центральном дивизионе, затем первыми в Восточной конференции, и вторыми в целом, поскольку «Портленд Трэйл Блэйзерс» заняли первое место. Пиппен был вторым в команде по очкам за игру, забивая 17,8, и по перехватам, 2,4, после Майкла Джордана. Он также был вторым по подборам за игру, 7,3, после Хораса Гранта. Пиппен возглавлял команду по блок-шотам,1.1, и передачам за игру, 6.2. Он занял пятое место в общем зачете по перехватам, так и в целом за игру. За его усилия в сезоне НБА 1990-1991 годов, Пиппен был удостоен титула «Сборной всех звёзд защиты НБА». «Буллз» победили «Лос-Анджелес Лейкерс» в финале НБА 1991 года.
Он помог «Буллз» добиться их первого трипита, поскольку они выиграли следующие два финала НБА, в 1992 и 1993 годах. В 1992 году он был приглашён в состав сборной Dream Team, которая участвовала в Олимпийских играх в Барселоне, Испания. Поскольку США выиграли золотую медаль, Пиппен и Джордан стали первыми игроками, которые выиграли чемпионат НБА и олимпийскую золотую медаль в одном и том же году.

### The Dream Team (1992)
21 сентября 1991 года Пиппен был объявлен членом Мужской сборная США по баскетболу, которая должна была представлять Соединенные Штаты Америки на Летних Олимпийских играх 1992 году в Барселоне.

### Пиппен без Джордана (1993—1995)
Майкл Джордан ушел в отставку перед началом сезона 1993/1994, и в его отсутствие Пиппен вышел из тени Джордана. В том же году он был признан Самым ценным игроком Матча всех звёзд НБА и стал лидером «Буллз» по очкам, передачам и блок-шотам. Он также стал вторым в НБА по перехватам за игру. В среднем он забивал 22,0 очка, совершал 8,7 подборов, 5,6 передач, 2,9 перехвата и 0,8 блок-шотов за игру, при 49,1 % реализации бросков и 32 % попадания с трёхочковой зоны — лучший результат в карьере. «Буллз» закончили сезон с 55 победами, всего на две меньше, чем годом ранее.
Однако один из самых противоречивых моментов в карьере Пиппена наступил в его первый год без Джордана. В плей-офф НБА 1994 года в полуфинале Восточной конференции «Буллз» сразились с «Нью-Йорк Никс», которых «Буллз» обыгрывали предыдущие три сезона. 13 мая 1994 года, проигрывая 2-0 в серии, в третьей игре тренеру «Буллз», Филу Джексону, понадобилась сильная игра от его команды, чтобы иметь возможность попасть в финал конференции. За 1,8 секунды до конца матча, счет был ничейный,102, Джексон предоставил решающий манёвр новобранцу, Тони Кукочу, а Пиппену было поручено ввести баскетбольный мяч. Пиппен, который был лидером «Буллз» весь сезон в отсутствие Джордана, был настолько возмущен решением Джексона не позволить ему стать потенциальным победителем игры, что он отказался покинуть скамейку запасных и снова войти в игру, когда тайм-аут закончился. Хотя Кукоч действительно помог «Буллз» одержать победу, поздравлений практически не было, так как телевизионные камеры поймали неулыбчивого Фила Джексона. «Скотти попросил выйти из игры», — сказал Джексон журналистам несколько минут спустя в интервью после игры. Товарищ по команде, Стив Керр, уточнил, когда его попросили вспомнить это событие: "Я не знаю, что случилось с Пиппеном. Он такой замечательный товарищ по команде, и, возможно, на него было оказано сильное давление, и он просто не мог больше терпеть, никто не знает наверняка, но он командный игрок"
Пятая игра была ключевой игрой, которая изменила исход серии. За 2.1 секунды до окончания четвертой четверти, Хуберт Дэвис, из команды «Никс», попытался совершить 23-метровый бросок, который был предотвращён Пиппеном, за что он получил фол от рефери, Хью Холлинса, который решил, что Пиппен вступил в контакт с Дэвисом. Телевизионные повторы показали, что контакт был установлен после того, как Дэвис выпустил мяч. Дэвис успешно реализовал обе попытки штрафного броска и помог «Никс» одержать победу со счётом 87-86, и подарил Никс три игры с двумя преимуществами в серии. Получившийся инцидент был описан журналом Referee как наиболее противоречивый момент в карьере Холлинса. Холлинс защищал своё решение после игры, говоря: «Я видел, как Скотти вступил в контакт с Дэвисом. Я уверен, что был совершен контакт во время броска». Дарелл Гарретсон, бывший рефери в НБА в течение 27 лет, согласился с Холлинсом и выступил с заявлением: «Считается, что рефери должны положить свои свистки в карманы на последних минутах матча. Есть старая, старая поговорка, что рефери не свистят о нарушениях в последние секунды. Очевидно, вы надеетесь, что фол, который решит игру, не будет замечен. Но нарушение было в контексте всей игры, независимо от того, что оно было в конце и на последних секундах игры». Позже Гарретсон изменил свою позицию, относительно свистка Холлинса, в следующем сезоне. В беседе с журналистом Chicago Tribune, Гарретсон назвал свисток Холлинса «ужасным». Главный тренер «Чикаго», Фил Джексон, огорченный результатом игры, был оштрафован на 10 000 долларов за сравнение проигрыша с игрой за золотую медаль на летних Олимпийских играх 1972 года.
В шестой игре Пиппен сыграл главную роль в своей карьере. В середине третьей четверти Пиппен получил мяч во время быстрого прорыва к корзине. Когда центровой «Никс», Патрик Юинг, выпрыгнул, чтобы блокировать бросок, Пиппен забил мяч, избегая телесного контакта и фола на Юинге. Пиппен приземлился в нескольких футах от корзины, случайно наступив на упавшего Юинга. Затем он сделал насмешливые замечания как Юингу, так и Спайку Ли. Этот бросок увеличил лидерство «Буллз» до 17 очков; они выиграли со счётом 93-79.
В заключительной седьмой игре, Пиппен набрал 20 очков и сделал колоссальные 16 подборов, но «Буллз» все равно проиграли со счётом 87-77. Затем «Никс» вышли в финал НБА, где проиграли «Хьюстон Рокетс» также в семи матчах.
Слухи об обмене с участием Пиппена обострились в межсезонье 1994 года. Джерри Краузе, генеральный менеджер «Буллз», как сообщается, рассчитывал обменять Пиппена в «Сиэтл Суперсоникс» в обмен на форварда, Шона Кемпа, в результате чего, Тони Кукоч должен был перейти на позицию Пиппена, и Кемп должен был занять вакантную стартовую позицию форварда, вместо Горация Гранта, свободного агента, который покинул «Буллз» ради «Орландо Мэджик». Тем не менее, Пиппен останется с «Буллз», и эти слухи исчезнут, как только будет объявлено, что Майкл Джордан вернется к «Буллз» в конце сезона 1994/1995. «Буллз», под руководством Пиппена, играли не так хорошо в сезоне 1994—1995, как в предыдущем сезоне. Фактически, впервые за многие годы они рискуют пропустить плей-офф (хотя во многом это может быть связано с отсутствием внутренней защиты и подборов из-за ухода Гранта). До возвращения Джордана в «Буллз» командный результат был 34-31, и Джордан привел их к 13-4 в финале регулярного сезона. Тем не менее, Пиппен закончил сезон 1994—1995, лидируя в «Буллз» во всех основных статистических категориях: очках, подборах, передачах, перехватах и блока-шотах, став только вторым игроком в истории НБА, который достиг этого результата (Дейв Коуэнс сделал это в 1977—1978; с тех пор это было достигнуто также Кевином Гарнеттом в 2002-03, Леброном Джеймсом в 2008-09 и Яннисем Адетокунбо в 2016-17).

### Второй три-пит Быков (1996—1998)
С возвращением Майкла Джордана и появлением двукратного чемпиона, Денниса Родмана, «Буллз» показали лучший на тот момент результат регулярного сезона в истории НБА (72-10) в 1995-1996 годах на пути к завоеванию своего четвертого титула против «Сиэтл СуперСоникс». Позже в том же году Пиппен стал первым, кто дважды выиграл чемпионат НБА и золотую олимпийскую медаль за один и тот же год, играя за сборную США на Олимпийских играх в Атланте.
«Буллз» открыли сезон НБА 1996-1997 годов со счетом 17-1 и имели лучший результат в лиге, 42-6, накануне фестиваля выходного дня. И Пиппен, и Джордан вошли в список 50 величайших игроков НБА. Этот список был составлен к пятидесятилетию Национальной баскетбольной ассоциации. Церемония состоялась в перерыве Матча Всех Звезд НБА 1997 года, который состоялся 9 февраля 1997 года. Фил Джексон, главный тренер «Чикаго Буллз», был признан одним из 10 величайших тренеров в истории НБА, в то время как команда-чемпион, Чикаго Буллз, 1992 года и команда-чемпион, Чикаго Буллз, 1996 года, в которой Скотти играл ключевые роли, были выбраны как две величайшие команды в истории НБА. В самой игре Матча Всех Звёзд Пиппен финишировав с 8 очками, а также с 3 подборами и 2 передачами за 25 минут игрового времени. Восток побеждает Запад со счётом 132—120, и Глен Райс был назван Самым ценным игроком Матча всех звёзд НБА. 18 февраля в победной игре над «Денвер Наггетс»,134-123, Пиппен набрал свой карьерный рекорд в 47 очков. 23 февраля Пиппен был признан «Игроком недели» за его заслуги на неделе 17 февраля. Это будет пятый раз, когда он удостоится такой чести, а также последний. Но в последние недели лиги, «Буллз» столкнулись с первыми крупными препятствиями на пути к победе в пятом чемпионате НБА, поскольку потеряли нескольких ключевых игроков, таких как Билл Веннингтон, у которого было разорвано сухожилие в левой ноге, Деннис Родман, который повредил колено, и Тони Кукоч, у которого была воспаленная ступня на правой ноге. Это оказало еще большее давление на Скотти и Майкла, которые пытались препятствовать поражениям «Чикаго». Чикаго финишировали с лучшим результатом лиги, 69-13. В финальной игре регулярного сезона, Скотти промазал 3-х очковый бросок, что привело к тому, что «Буллз» не смогли добрать до 70 побед. За свои усилия в сезоне НБА 1996/1997 Пиппен был отобран в Сборную всех звёзд защиты НБА седьмой раз подряд, а также в Сборную всех звёзд НБА.

Баннеры чемпионов Чикаго Буллз висят на стропилах в Юнайтед-центр

Несмотря на травму ноги в финале Восточной конференции против «Майами Хит», Пиппен помог «Буллз» одержать победу над «Ютой Джазз» со счётом 84-82 в первой игре финала НБА. Одним из ярких моментов игры стало то, что Деннис Родман сфолил на Карле Мэлоуне за 9,2 секунд до конца матча, и у него был шанс помочь «Юте» одержать победу. Но Скотти, как известно, сказал ему: "Просто помните, почтальон не работает по воскресеньям. Карл ", прежде чем он вышел на линию. Он промазал оба штрафных броска. Джордан получил подбор и был взят тайм-аут за 7,5 секунд до конца. После тайм-аута мяч был у Джордана. Он забил 20-футовый бросок, тем самым подарив «Чикаго» победу со счётом 1-0 в серии. В третьей игре серии Пиппен установил рекорд финала из семи трехочковых, но они все равно проиграли со счётом 104-93. Пожалуй, самый знаковый момент серии произошел в пятой игре, которая также известна как "«Игра гриппа». Джордан боролся с болезнью, но все же сумел доминировать в игре, так как «Буллз» выиграли со счётом 90-88, и после того, как осталось всего несколько секунд и результат игры был благополучно в пользу Чикаго, Джордан рухнул в объятия Пиппена, создав знаковый образ, который стал символизировать «Игру гриппа». Во время шестого матча Пиппен сыграл одну из величайших игр своей карьеры. Отставая на два очка, после броска в прыжке Стива Керра за 5 секунд до конца матча, «Джаз» искали возможность реализовать бросок, чтобы остаться в игре, но Пиппен отбил пас Брайона Рассела, предназначенный для Шандона Андерсона, и передал мяч Тони Кукочу, который забил последние 2 очка, тем самым подарил «Буллз» победу, 90-86, завершив свой пятый чемпионат. Впоследствии Джордан был назван Самым ценным игрок финала НБА в пятый раз.
На фоне предположений о том, что сезон 1997/1998 будет последним в Чикаго для Пиппена, Джордана и Джексона, «Буллз» снова сыграли с «Джазом» в финале НБА 1998 года и выиграли свой второй три-пит.

### Хьюстон Рокетс (1998—1999)
После 11 сезонов, проведенных в «Чикаго Буллз», Пиппен, второй лидер по очкам, передачам и перехватам в истории франшизы «Буллз», был обменян в «Хьюстон Рокетс»  на Роя Роджерса. Переход Пиппена в «Хьюстон» получил широкую огласку, в том числе его единственную сольную обложку «Sports Illustrated». Пиппен подписал пятилетний контракт на 67,2 миллионов долларов перед предыдущим сезоном. Для сравнения, нынешняя зарплата Пиппена составляла 11 000 000 долларов, почти в четыре раза больше, чем его зарплата в предыдущем сезоне с «Чикаго Буллз», 2 775 000 долларов.
Вместе с Чарльзом Баркли, его бывшим олимпийским товарищем по команде, он также был в команде с Хакимом Оладжьювоном. У Пиппена был первый трипл- дабл в игре против «Атланты Хокс», 93-87, которую они проиграли. Пиппен  набрал 15 очков, сделал 10 подборов и 11 передач в дополнение к 1 перехвату за 46 минут игрового времени. 22 апреля 1999 года Пиппен был задержан по подозрению в вождении в состоянии алкогольного опьянения. Офицер полиции Хьюстона, который остановил Пиппена около 1:30 утра, сказал, что звезда «Рокетс» проехала на красный свет. Позже обвинения были сняты из-за недостаточных доказательств. У него был второй трипл-дабл в сезоне в проигрышной игре против «Лос-Анджелес Клипперс», 106—101. Он набрал 23 очка, сделал 10 передач и 10 подборов в дополнение к 6 перехватам за 45 минут игры. Пиппен набирал в среднем 14,5 очков за игру, что является его самым низким показателем со времен, когда он был новичком. Он совершил свой карьерный минимум — 43,2 процента реализации бросков. Он также набирал в среднем 6,5 подборов и 5,9 передач и в восьмой раз был удостоен чести выступать за Сборную всех звёзд защиты НБА. «Рокетс» закончили сезон с результатом 31-19, заняв третье место в Среднезападном дивизионе и пятое место в Западной конференции. В первом раунде плей-офф они встречались с «Лос-Анджелес Лейкерс». В третьей игре серии Пиппен набрал 37 очков, 13 подборов, 4 передачи и 1 блок-шот. В следующей игре «Лейкерс» выиграют у «Рокетс» 98-88, и возьмут серию со счётом 3-1.
После окончания сезона и устранения «Рокетс» из плей-офф, Пиппен заявил, что хочет, чтобы его обменяли. Чарльз Баркли появился в Up Close и открыто раскритиковал Пиппена, сказав: "То, что он захотел уйти через год, меня очень огорчило. «Рокетс» старались изо всех сил, чтобы получить Скотти, и фанаты относились к нему хорошо, поэтому я просто разочаровался в нём". Пиппен прокомментировал ситуацию в интервью, сказав: «Я бы не стал извиняться перед Чарльзом Баркли под дулом пистолета. Он никогда не дождётся от меня извинений, если уж на то пошло, он должен извиниться за то, что я пришел поиграть с его толстой задницей.» Он заявил, что основными причинами его ухода были эгоизм Баркли и отсутствие у него желания побеждать. Он также выразил желание играть за своего бывшего тренера, Фила Джексона, который сейчас тренировал «Лос-Анджелес Лейкерс». Скотти сказал, что одна из причин, по которой он хочет играть за Джексона, заключается в том, что он стремится вернуться к системе, благодаря которой они выиграли шесть титулов НБА вместе с «Чикаго». 2 октября 1999 года «Хьюстон Рокетс» обменяли Пиппена на Стейси Огмон, Кельвина Като, Эда Грея, Карлоса Роджерса, Брайана Шоу и Уолта Уильямса в «Портленд Трэйл Блэйзерс».

### Портленд Трэйл Блэйзерс (1999—2003)
Пиппен претендовал на позицию стартового лёгкого форварда в «Портленд Трэйл Блэйзерс» в сезоне 1999/2000. Играя вместе с новыми звездами, такими как Рашид Уоллес и Стив Смит, Пиппен продолжал демонстрировать свои навыки в защите. 3 января, когда «Трэйл Блэйзерс» встретились с «Буллз», Пиппен был удостоен чести продемонстрировать лучшие моменты в его 11-летней карьере с «Буллз». Позже Пиппен прокомментировал эту дань, сказав: «Это было очень эмоционально для меня, но я старался справиться с этим, насколько это возможно, осознавая, что мне нужно играть. Это навеяло мне много воспоминаний, напомнило о многих вещах, по которым я скучаю в этом городе, играя на этой арене». Под руководством главного тренера, Майка Данливи, «Трэйл Блэйзерс» окончили сезон с показателем 59-23 и заняли второе место в Тихоокеанском дивизионе и третье место в Западной конференции. Пиппен играл и стартовал во всех 82 играх того сезона, набирая в среднем 12,5 очков за игру, 5 передач и 6,3 подборов за игру. В первом раунде плей-офф НБА 2000 года «Портленд» победил «Миннесоту Тимбервулвз» со счетом 3-1. Их противниками во втором раунде были «Юта Джаз». В пятой игре, когда до конца матча оставалось 12,6 секунд и «Портленд» отставали на 2 очка, Пиппен перехватил мяч и дал пас Дэймону Стадемайру, который вернул его Пиппену, после чего тот забил трехочковый бросок за 7,3 секунды до конца иры. «Джаз» сфолили на Пиппене в следующей игре, и он забил один из двух штрафных бросков, тем самым помог «Блейзерс» одержать победу со счётом 81-79. «Трэйл Блэйзерс» выиграли серию 4-1 и вышли в финал Западной конференции. Там они встретились с «Лос-Анджелес Лейкерс», которые играли под руководством Фила Джексона, бывшего тренера Пиппена в «Чикаго». Серия была растянута до решающей седьмой игры, в которой «Трэйл Блэйзерс» удерживали 15-очковое преимущество в 4-й четверти. Тем не менее, во главе со звездным дуэтом из Коби Брайанта и Шакила О’Нила, «Лейкерс» сумели стереть преимущество «Портленда» и выиграть игру со счётом 89-84, а вместе с тем и серию. «Лейкерс» прошли в финал НБА 2000 года, где они встретились с «Индианой Пэйсерс», и в итоге стали чемпионами НБА.
В сезоне 2000/2001 НБА Пиппен сыграл 64 игры, в 60-и из них в стартовой пятёрке. Он был вынужден пропустить 18 игр из-за тендинита в локте правой руки, которая была его бросковой. Пиппена начали беспокоить легкие травмы в декабре, но ему все же удалось продолжать играть. Его беспокоила правая рука после игры с «Бостон Селтикс» 8 января. Он пропустил следующие шесть игр, и после двухочкового выступления в проигрышной игре с «Сакраменто Кингз» 20 января, травма снова стала его беспокоить. Перед операцией его осмотрели несколько врачей. После процедуры по удалению фрагмента кости в правом локте, он вернулся на паркет 22 февраля в игре против «Юты Джаз» и играл до конца сезона. Пиппен завершил сезон со средними показателями 11,3 очка за игру, 4,6 передачи и 5,2 подборов за игру. «Трэйл Блэйзерс» завершили сезон с результатом 50-32 , четвертыми в Тихоокеанском дивизионе и седьмым в Западной конференции. Они вновь проиграли в первом раунде плей-офф возможным повторным чемпионам, «Лос-Анджелес Лейкерс». Пиппен играл ещё в течение двух сезонов в «Портленде»: «Трэйл Блэйзерс» выходили в плей-офф оба года, но терпели поражение в первом раунде.

### Возвращение в Чикаго (2003—2004)
После сезона 2002/2003 Пиппен покинул «Портленд», чтобы подписать контракт с «Чикаго Буллз», где он начинал свою карьеру в НБА и выиграл шесть чемпионатов. Генеральный менеджер «Буллз», Джон Паксон, уговорил Пиппена вернуться в его старую команду, которая не имела большого успеха после распада династии «Буллз» в 1998 году. Сделка была официально оформлена 20 июля 2003 года, когда Пиппен подписал двухлетний контракт на 10 миллионов долларов с франшизой. Пиппен взял на себя роль ветерана в команде, чтобы руководить молодыми «Буллз», но столкнулся с многочисленными травмами в течение сезона и смог сыграть только в 23 играх, в среднем набирая 5,9 очков, 2,2 передачи и 3,0 подбора за игру. 2 февраля 2004 года он сыграл финальную игру в своей карьере в НБА против «Сиэтл Суперсоникс», набрав 2 очка, 3 передачи и 1 подбор за 8 минут игрового времени, потерпев поражение со счётом 109-97. «Буллз» финишировали в сезоне с результатом 23-59, не пройдя квалификацию в плей-офф. Это будет первый раз в карьере Пиппена, когда его команда не вышла в плей-офф. Пиппен постоянно присутствовал в плей-офф НБА до этого сезона, а именно 16 лет подряд (11 с «Чикаго», 1 с «Хьюстоном», 4 с «Портлендом»). Он является вторым в НБА по перехватам в плей-офф - 395 (Леброн Джеймс - 419). 5 октября 2004 года Пиппен объявил об окончании своей карьеры.

## Окончание карьеры
«Чикаго Буллз» вывел из обращения игровой номер Пиппена на церемонии 9 декабря 2005 года. В тот вечер команда сыграла с «Лос-Анджелес Лейкерс», и Пиппен воссоединился с Филом Джексоном, Майклом Джорданом, Деннисом Родманом и Хорасом Грантом во время церемонии. 33 номер Пиппена присоединились к 23-му Майкла Джордана, 10-му Боби Лава и 4-му Джерри Слоана, как единственные номера, которые «Буллз» вывели из обращения.
В 2007 году Пиппен попытался вернуться в НБА, заявив, что хотел бы сыграть за претендента на чемпионате в надежде получить седьмой чемпионский титул в лиге (Список игроков по количеству чемпионских титулов в НБА). Пиппен провел зиму, тренируясь в Форт-Лодердейле, штат Флорида, и объявил, что надеется на возвращение в лигу в конце сезона. Дуэйн Уэйду, который являлся Самым ценным игроком финала НБА 2006 года и капитаном «Майами Хит», понравилась идея возвращения Пиппена и он выразил свое мнение по этому поводу: "Я уже играю с [Гэри] Пэйтоном и Шаком, двумя парнями, с которыми я играл в видеоиграх. Если добавить к этому Скотти Пиппена, это было бы сумасшествием.".

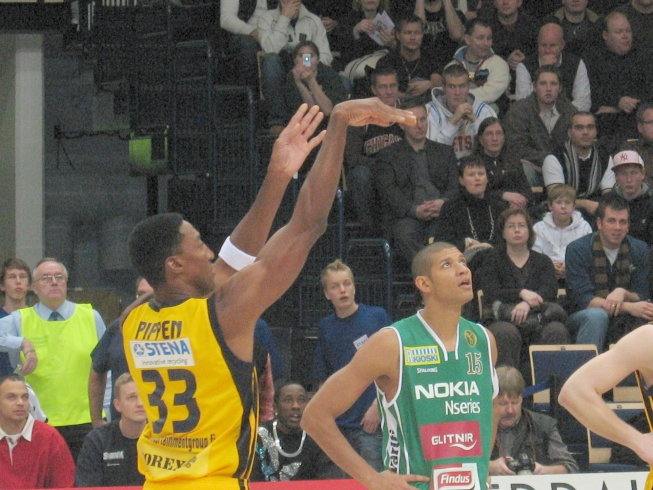
Пиппен играет в Европе в 2008 году

В январе 2008 года Пиппен ненадолго вернулся в профессиональный баскетбол в возрасте 42 лет, когда он совершил поездку по Скандинавии и сыграл две игры за команду Высшей лиги Финляндии, «Торпан Поят», и команду Высшей лиги Швеции, «Сундсвалль». В первой игре, 4 января, Пиппен набрал 12 очков в победной игре, 93–81, над «Порвоо». 5 января он набрал девять очков и девять подборов в игре против «Хонки», в которой «ТоПо» выиграли со счётом 98–85. В своей третьей игре тура Пиппен реализовал 21 очко, 12 подборов, 6 передач и 2 перехвата за 30 минут игрового времени в победной игре «Санздвал Драгонс», 102–74, над «Акрополем Ринкебю». Драгонс заплатили Пиппену 66 000 долларов за его появление .

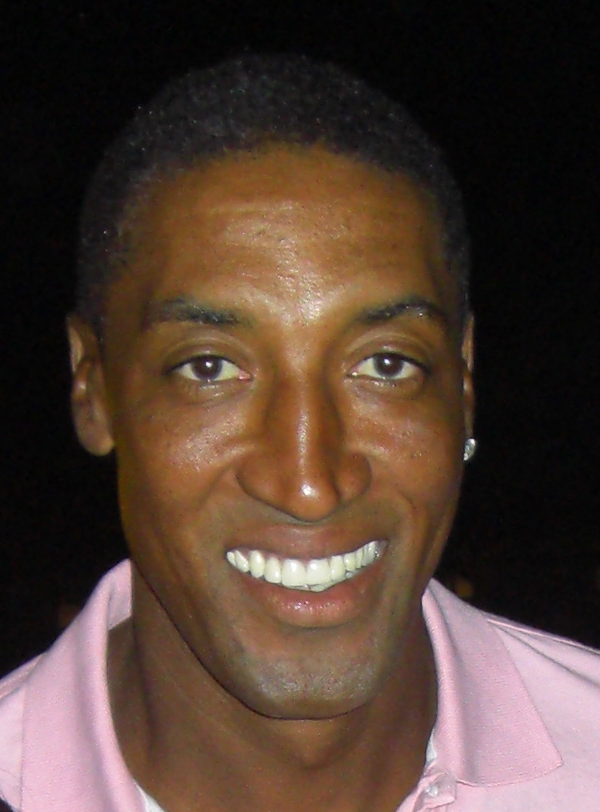
Скотти Пиппен в 2009 году

Пиппен вернулся в «Буллз» 15 июля 2010 года в качестве посла команды. В 2012 году он был назначен старшим советником Майкла Рейнсдорфа, президента «Буллз» и исполнительного директора клуба.
Пиппен участвовал в «Матче знаменитостей НБА» 2011 года за Восточную команду совместно со своими бывшим товарищем по команде «Dream Team» 1992 года, Крисом Маллином. Восточная команда в итоге обыграла Западную команду, со счётом 54 - 49. Одним из основных моментов игры был блок-шот Пиппена на певце, Джастине Бибере, который в итоге был выбран в качестве MVP игры. В более позднем интервью Пиппен прокомментировал выступление Бибера: «Он играл довольно хорошо, но у него ужасный бросок».
Чтобы отпраздновать 20-ю годовщину своего первого Чемпионата НБА в 1991 году, 12 марта 2011 года «Чикаго Буллз» чествовала свою команду, чемпиона НБА 1991 года, на церемонии во время перерыва в игре против «Юты Джаз». Скотти Пиппен и Майкл Джордан присутствовали и участвовали в праздновании, где они воссоединились со своими бывшими товарищами по команде Джоном Паксоном, Хорасом Грантом, Стейси Кингом, Крейгом Ходжесом, Уиллом Пердью, Скоттом Уильямсом, Клиффом Левингстоном, Деннисом Хопсоном и помощником тренера, Джонни Бахом. Бывший главный тренер, Фил Джексон, не участвовал, но выступил с видеообращением. Бывший телекомментатор «Буллз», Джим Дарем, стал ведущим церемонии.
17 марта 2011 года организационный комитет «Чикаго Буллз» объявил, что он почтит Пиппена бронзовой статуей, которая будет размещена на домашней арене «Буллз», Юнайтед-центр. Он выразил свою благодарность, сказав: «Слова действительно не могут выразить мои чувства. Это то, о чем ты мечтаешь в детстве, но никогда не мог предположить, что эти детские фантазии станут реальностью. Ты видишь статуи людей, которые сделали великие дела и оставили свой след в истории, но как баскетболист, ты никогда не думаешь, что такой момент может наступить. Благодаря «Чикаго Буллз» такой момент наступил». Статуя была открыта 7 апреля 2011 года, во время перерыва в игре между «Чикаго Буллз» и «Бостон Селтикс».
27 мая 2011 года Пиппен вызвал много критики, заявив, что звезда «Майами Хит», Леброн Джеймс, может быть лучшим игроком, чем Майкл Джордан. Это произошло на следующий день после того, как «Хит» обыграли «Буллз», 4 -1, и прошли в финал НБА 2011 года. Пиппен сказал: "Майкл Джордан, вероятно, является лучшим снайпером в истории. Я могу сказать, что Леброн Джеймс может быть величайшим игроком, когда-либо игравшим в эту игру. Пиппен столкнулся с ответной реакцией от поклонников «Буллз» после его комментариев и даже бывших товарищей по команде, таких как Хорас Грант, который заявил в радиоинтервью: «Ух ты, Пиппен мой человек, и мы всегда будем близки с тобой, но я совершенно не согласен. Леброн будет всегда одним из лучших игроков, который когда-либо играл в эту игру, но Майкл Джеффри Джордан, с которым мы время от времени сталкивались, я думаю, лучший баскетболист, которого я когда-либо видел. В более позднем интервью на радио-шоу, Kap & Haugh, Пиппен заявил: "Нет, я не говорил, что ставлю Леброна выше Майкла. Реальность такова, что тебе нужно вернуться и понять, что я сказал.".

## Профиль игрока
Пиппен прославился своими защитными способностями, участвуя в Сборной всех звёзд защиты НБА десять лет подряд в течение своей карьеры и лидируя в лиге по перехватам в 1994-1995 годах. Фил Джексон однажды охарактеризовал его как «одиночную аварийную бригаду», способную охранять любого, от разыгрывающего до центрового. Пиппен - один из трех игроков НБА, который набрал 200 перехватов и 100 блок-шотов за сезон, и он стал вторым по количеству карьерных перехватов в плей-офф (395) после Леброна Джеймса. Он умел держаться впереди человека в обороне, и был особенно эффективен в защите, с его длинными руками, словно ловушки. Он также отлично преследовал противника, чтобы блокировать блок-шот.
В нападении Пиппен полагался прежде всего на свой замечательный атлетизм, чтобы получить преимущество над защитником; он направлялся к корзине для более высокого процента попадания. В начале своей карьеры Пиппен не был искусным мастером броска в прыжке; он боролся, бросая прямо с линии в корзину. Он предпочитал совершать броски в прыжке - средние и трехочковые-под углом. Он оттачивал свой прыжок в течение своей карьеры и стал более эффективным в забивании с дистанции позже в своей карьере.

## Наследие

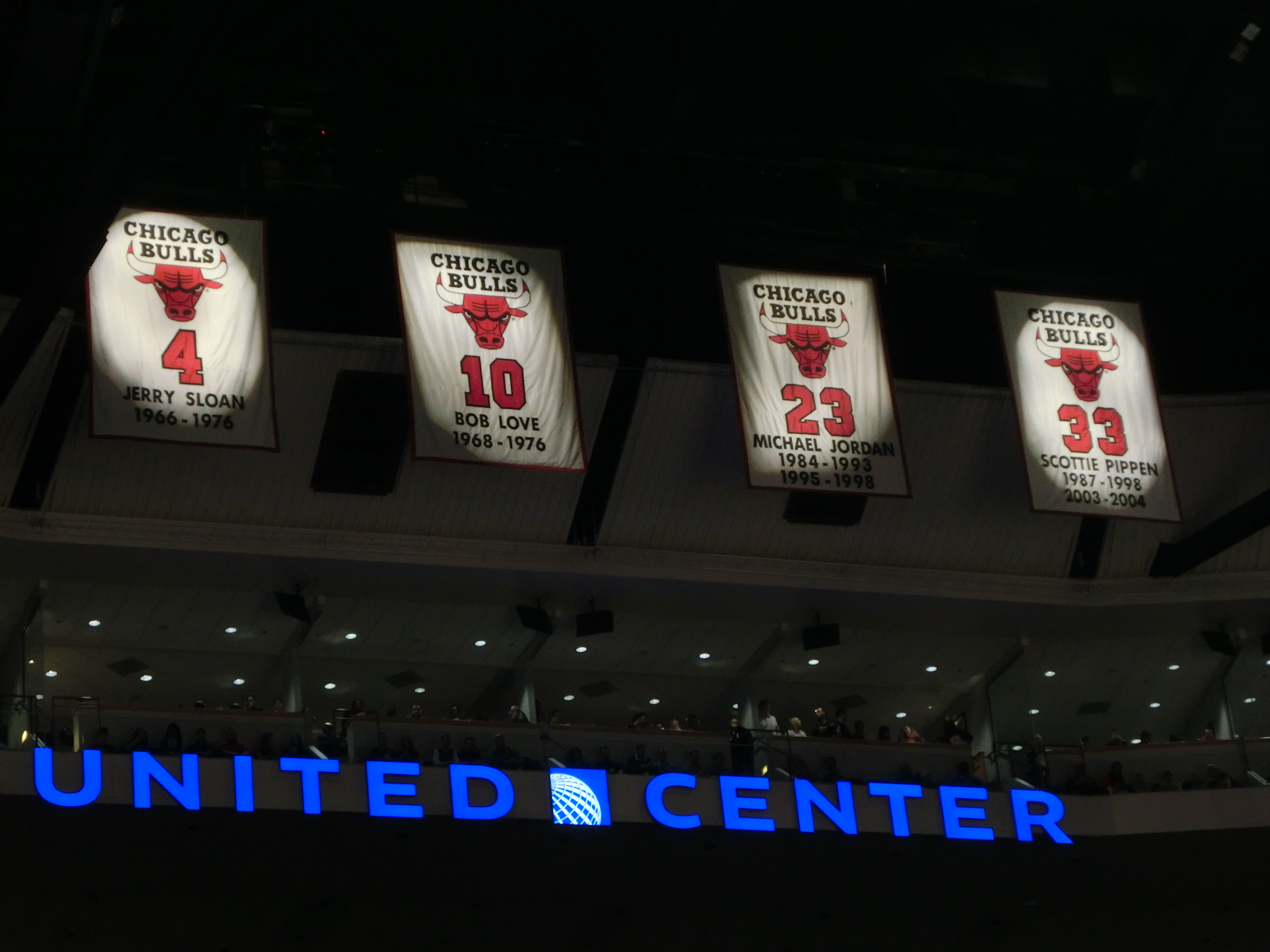
Майка Пипена под номером 33 выведена из обращения и висит на стропилах в Юнайтед-центр.

Пиппен известен как один из величайших защитников, когда-либо игравших в игру, и один из самых универсальных и ловких игроков в целом. Как и его коллега из «Чикаго Буллз», Майкл Джордан, он обеспечивал стойкую защиту по периметру или жесткую внутреннюю оборону и был особенно эффективен в качестве защитника. Он был одарен необычайным атлетизмом, даже по сравнению с другими профессиональными спортсменами, и навыками в областях, которые предвещают большое будущее в баскетболе. Его необычайно длинные руки (размах - 88 дюймов (2,2 м)) и ловкость прыжка помогли ему забивать в обороне, блокировать броски игроков сзади, которые смогли обойти его, совершать необычные вещи в воздухе и совершать пасы вокруг защитников, которые большинство игроков физически неспособны сделать. В результате он часто лидировал в «Буллз» в передачах и блок-шотах. Пиппен тоже был самоотверженным игроком. Его командный подход к игре был ключевым компонентом в чемпионатах «Буллз». Всего за свою карьеру Пиппен совершил 6,135 (5,2 за игру) передач, что являются свидетельством такого подхода.Он был на 23-м месте среди всех игроков, на тот момент, когда он окончил карьеру.
Во время соревнования по слэм-данку 1990 года, Пиппен продемонстрировал свою прыгучие способности, реализовав бросок с верху с линии штрафного броска. В то время он был также результативным игроком периметра, забив около трех тысяч и реализовав почти тысячу трёхочковых за свою карьеру.

## Личная жизнь

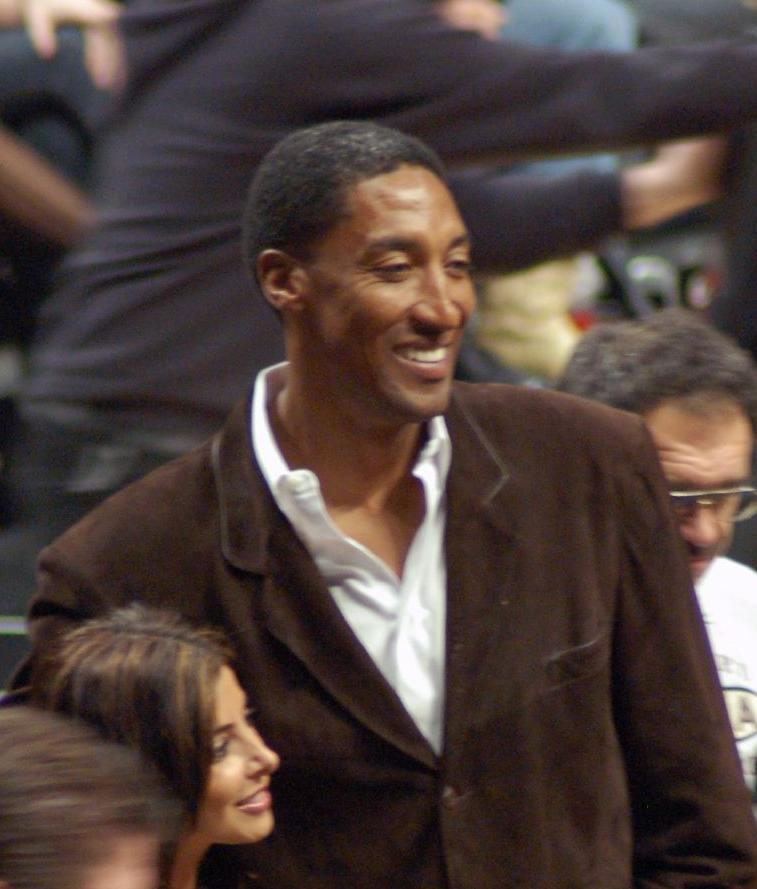
Пиппен и его жена Ларса на игре «Чикаго Буллз» в декабре 2006 года

Хотя в свидетельстве о рождении его имя записано как Scotty, Пиппен обычно пишет своё имя Scotti. Он говорит, что люди обычно сокращают имя до Скотта, если оно заканчивается на Y.
Пиппен был женат дважды: на Карен Макколлум (женился в 1988; развёлся в 1990), от которой у него есть сын, Антрон Пиппен (родился 1987), и на Ларсе Юн (женился в 1997; развёлся в 2018), с которой у него четыре ребенка, Скотти Пиппен младший (родился в 2001), Престон Пиппен (родился в 2002), Джастин Пиппен (родился в 2007) и София Пиппен (родилась в 2008). Ларса снялась в телешоу «Настоящие домохозяйки из Майами» и имеет ассирийские корни. Скотти-младший стремится играть в баскетбол в университете Вандербильта. София появилась в первом сезоне «Танцы со звездами: юниоры». У Пиппена также есть дочь, Сьерра Пиппен, (родилась в 1995 году) от его бывшей невесты Иветт Де Леон  и дочь, Тейлор Пиппен, (родившаяся в 1994 году) от бывшей девушки и модели Сони Роби . Сестра-близнец Тейлора, Тайлер, умерла через девять дней после рождения. Тейлор играла в волейбол в Университете Южного Иллинойса.
Статья 1997 года в Sports Illustrated назвала его одним из трех самых больших "скряг" в НБА, наряду с Кевином Гарнеттом и Шоном Кемпом, и отметила, что работники ресторана дали ему прозвище "Пиппен-никаких чаевых". Вскоре после ухода на пенсию Пиппен узнал, что финансовый консультант, которого Пиппен рекомендовал своей команде, находится под следствием по обвинению в банковском мошенничестве. Пиппен вложил более 20 миллионов долларов через советника Роберта Ланна. В марте 2016 года Ланн был приговорен к трем годам лишения свободы по нескольким обвинениям в мошенничестве, включая подделку подписи Пиппена на займы в размере 1,4 миллиона долларов, который Ланн использовал для погашения личных долгов.
11 июля 2013 года Камран Шафиги подал иск на 4 миллиона долларов США против Пиппена в Верховный суд Лос-Анджелеса за инцидент, произошедший 23 июня 2013 года в ресторане Nobu в Малибу. Шафиги рассказал, что он подвергся физическому насилию со стороны Пиппена после того, как сфотографировал его внутри и снаружи ресторана. Шафиги был затем доставлен в больницу. 27 августа 2013 года окружная прокуратура Лос-Анджелеса объявила, что обвинения против Пиппена предъявлены не будут.
Пиппен активно поддерживает исследования детского рака.
Племянник Пиппена, Кавион Пиппен, играет в баскетбол в колледже в Южном Иллинойсе.
В 2018 году Ларса Пиппен официально подала на развод. Скотти и Ларса Пиппен уверяют, что решение о расторжении брака было принято совместно и не связано с какой-либо скандальной ситуацией.
В 2016 году Скотти Пиппен уже подавал на развод, но затем отозвал заявление.

## Достижения Скотти Пиппена
- Делит с Бобом Коузи, Каримом Абдул-Джаббаром и Майклом Джорданом десятое место по количеству чемпионских титулов НБА (по шесть)
- Занимает десятое место в истории НБА по количеству матчей, сыгранных в плей-офф — 208[90]
- За карьеру сделал 17 трипл-даблов в матчах регулярного сезона и четыре трипл-дабла в играх плей-офф (делит седьмое место по этому показателю в истории НБА)
- В регулярном сезоне 1994/95 в отсутствие Майкла Джордана был лучшим в «Чикаго Буллз» по очкам, подборам, передачам, блок-шотам и перехватам. В истории НБА было ещё лишь четыре случая, когда игрок был лучшим в команде по всем пяти основным показателям, причём три — уже после Пиппена: Дейв Коуэнс («Бостон Селтикс» — 1977/78), Кевин Гарнетт («Миннесота Тимбервулвз» — 2002/03), Леброн Джеймс («Кливленд Кавальерс» — 2008/09) и Яннис Адетокунбо (Милуоки Бакс — 2016/17)
- Лидирует среди всех форвардов в истории НБА по количеству перехватов (2 307) за карьеру
- Занимает второе место среди всех баскетболистов в истории НБА по количеству перехватов (395) в матчах плей-офф и шестое — в регулярных чемпионатах
- Лучший в НБА по перехватам (232) и перехватам в среднем за матч (2,94) в сезоне 1994/95